# Obština Čirpan
Obština Čirpan (bulharsky Община Чирпан) je bulharská jednotka územní samosprávy ve Starozagorské oblasti. Leží ve středním Bulharsku v Hornothrácké nížině, z menší části na jižním úbočí východní Sredné gory. Sídlem obštiny je město Čirpan, kromě něj zahrnuje obština 19 vesnic. Žije zde necelých 20 tisíc stálých obyvatel.

## Sídla
| - Celina - Cenovo - Čirpan (sídlo správy) - Dăržava - Dimitrievo - Gita - Izvorovo | - Jazdač - Malko Trănovo - Mogilovo - Oslarka - Rupkite - Spasovo - Sredno Gradište | - Stojan-Zaimovo - Svoboda - Vinarovo - Volovarovo - Zeťovo - Zlatna Livada |

## Sousední obštiny
| Růžice kompasu | Braťa Daskalovi |  | Stara Zagora | Růžice kompasu |
| Růžice kompasu | Sever           |  |              | Růžice kompasu |
| Růžice kompasu | Obština Čirpan  |  |              | Růžice kompasu |
| Růžice kompasu | Jih             |  |              | Růžice kompasu |
| Růžice kompasu | Părvomaj        |  | Dimitrovgrad | Růžice kompasu |

## Obyvatelstvo
V obštině žije 19 570 stálých obyvatel a včetně přechodně hlášených obyvatel 23 134. Podle sčítáni 1. února 2011 bylo národnostní složení následující:
- Bulhaři: 16 516 (85.7 %)
- Romové: 1 774 (9.2 %)
- Turci: 790 (4.1 %)
- ostatní: 190 (1.0 %)